# Базиле, Адриана
Адриана Базиле (итал. Adriana Basile; ок. 1580, Позиллипо — ок. 1640, Рим) — итальянская певица и композитор, которая считалась одной из величайших певиц своего времени. Издательница произведений своего брата Джамбаттисты Базиле, включая «Сказку сказок».
Родилась около 1580 года в Позиллипо близ Неаполя. О её происхождении и ранних годах известно немного, но она рано приобрела славу выдающейся певицы. Известно также, что она отличалась физической красотой.
Около 1600 года Адриана вышла замуж за венецианца Муцио Барони, в браке с которым у неё родилось трое или четверо детей. До и после замужества она выступала в Неаполе; в 1610 году отправилась вместе с мужем в Мантую по приглашению двора Гонзага. Это означало, что к тому времени она уже имела высокую репутацию, и Гонзага стремились заполучить её в качестве придворной певицы. Вместе с ними она путешествовала по Италии и давала концерты в Риме, Флоренции, Неаполе, Модене. В 1624 году Барони получила разрешение вернуться в Неаполь и больше в Мантуе не бывала. В 1633 году она поселилась в Риме и создала свой салон, где выступали сама певица и её дочери Леонора и Катерина. Когда, с возрастом, она начала терять голос, то обратилась к игре на гитаре, причём современники отзывались о её инструментальном мастерстве так же лестно, как и о её пении. Адриана Барони умерла в Риме около 1640 года.
Сохранилось множество свидетельств о том, что Барони пользовалась славой одной из наиболее выдающихся певиц своего времени. О её голосе — контральто — восторженно отзывались поэт Джамбаттиста Марино, композитор Клаудио Монтеверди, французский гамбист Андре Могар. Высоко оценивалась современниками и её игра на лире, арфе и испанской гитаре.